# جائحة فيروس كورونا في سينت مارتن 2020
توثق هذه المقالة جائحة مرض فيروس كورونا 2019 (كوفيد-19) في جزيرة سينت مارتن الهولندية الكاريبية.

## خلفية
في 12 يناير 2020، أكدت منظمة الصحة العالمية عن ظهور فيروس كورونا المستجد كسبب للمرض التنفسي الذي أصاب مجموعة من الأشخاص في مدينة ووهان، مقاطعة خوبي، الصين، إذ أُبلغ عنهم إلى منظمة الصحة العالمية في 31 ديسمبر 2019. كانت نسبة الوفيات بين الحالات المُشخصة بكوفيد-19 أقل بكثير من جائحة فيروس سارس في عام 2003، لكن انتقال العدوى كان أكبر، والوفيات أيضًا.

## الجدول الزمني
في 18 مارس، تم الإعلان عن تسجيل أول حالة إصابة بفيروس كورونا المستجد في سينت مارتن.